# Chemiker

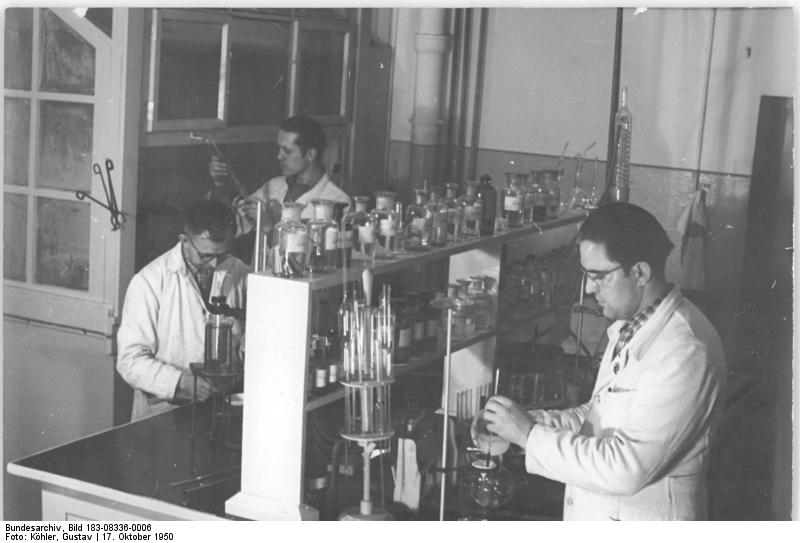
Chemiker in einem Labor (1950)

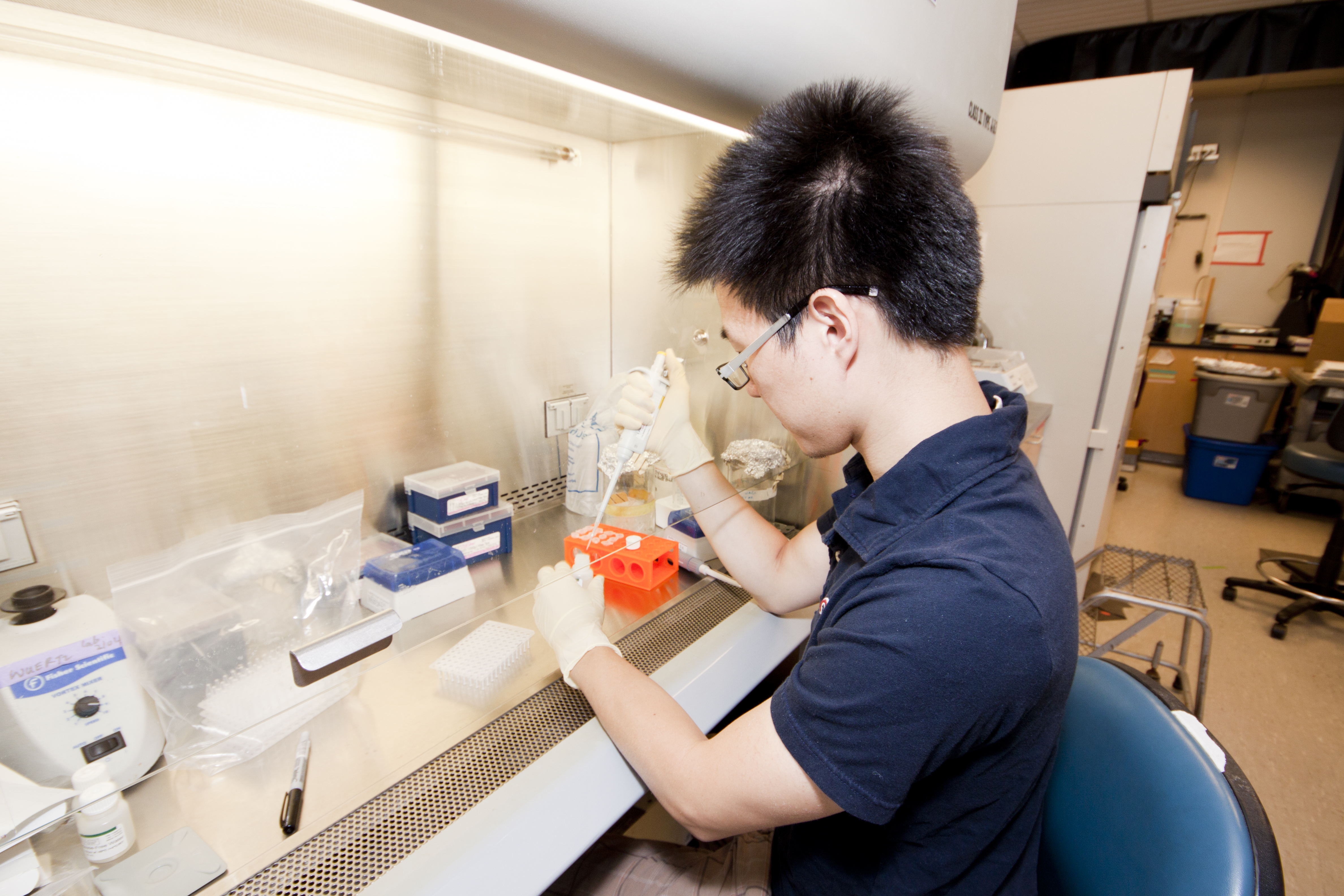
Chemiker bei der Vorbereitung von Proben für eine q-PCR-Analyse

Ein Chemiker ist ein Naturwissenschaftler, der sich mit Themen der Chemie befasst. Die Tätigkeitsbezeichnung Chemiker ist nicht geschützt. Hingegen ist der früher vergebene akademische Grad Diplom-Chemiker (Dipl.-Chem.) staatlich geschützt und setzte ein Hochschulstudium mit erfolgreich bestandenem Diplom voraus. Mit der Abschaffung der Diplomstudiengänge im Zuge des Bologna-Prozesses ersetzte der Bachelor- bzw. der Master-Grad den Diplom-Grad bei neu erworbenen Abschlüssen als Berufsbezeichnung.

## Studium zum Chemiker in Deutschland
Im Zuge des Bologna-Prozesses gingen die Diplomstudiengänge sowohl an Universitäten wie an Fachhochschulen weitgehend in den sechssemestrigen Bachelor-Studiengang mit anschließendem, optionalem viersemestrigem Master-Studium über. Daneben haben sich mehrere Ingenieurstudiengänge mit Schwerpunkt Chemie, speziell an Fachhochschulen, etabliert. Wenn die Bachelorstudien so akkreditiert sind, dass 180 Credits erzielt werden, können Absolventen von Fachhochschulen an Universitäten (und umgekehrt) ein Masterstudium beginnen; hat ein Masterstudium 120 Credits, können auch Absolventen einer Fachhochschule eine Promotion beginnen.
Im Jahr 2018 boten in der Bundesrepublik Deutschland 54 Universitäten und 24 Fachhochschulen ein Studium der Chemie an. Ein Chemiestudium besteht sowohl im Bachelor- wie im Masterstudium aus Vorlesungen, Seminaren und Übungen, Klausuren und mündlichen Prüfungen sowie den regelmäßigen lehrveranstaltungsbegleitenden Praktika im Labor. In den Praktika werden handwerkliche Fähigkeiten und das wissenschaftliche, systematische Arbeiten erlernt. Die Leistungsnachweise (im Jargon „Scheine“ genannt) werden vor allem durch Klausuren, mündliche Prüfungen und Testaten für bestandene Praktika erbracht.
Nach dem Bachelorstudium schließen Studierende von Universitäten nahezu vollständig und Studierende der Fachhochschulen zu rund 70 Prozent ein Masterstudium an. Nach dem Masterstudium beginnen Absolventen einer Universität zu rund 85 Prozent mit einer Promotion, Absolventen von Fachhochschulen zu rund 10 Prozent.
Bis zur Einführung des Bologna-Prozesses begann ein Diplomstudium Chemie an einer Universität mit einem viersemestrigen Grundstudium, das mit der nicht berufsqualifizierenden Vordiplom-Prüfung abgeschlossen wurde. An das Grundstudium schloss ein dreisemestriges Hauptstudium an, in dem eine Spezialisierung stattfand. Die häufigsten waren Organische Chemie, Anorganische Chemie und Physikalische Chemie. Es folgten die meist mündlichen Diplomprüfungen und eine sechs- bis neunmonatige Diplomarbeit. An Fachhochschulen folgte auf ein sechssemestriges Studium, meist ohne Vordiplom eine einsemestrige Diplomarbeit.

## Promotion der Chemiker in Deutschland
Nach einem Masterabschluss kann nach einer meist drei- bis vierjährigen Doktorarbeit die Promotion zum Doktor der Naturwissenschaften (Dr. rer. nat.) erfolgen. Bei technischer Ausrichtung des Promotionsthemas und einer entsprechend absolvierten Masterausbildung ist auch der Doktor der Ingenieurwissenschaften (Dr.-Ing.) möglich.
Die Dauer richtet sich vor allem danach, ob der Doktorand während seiner Tätigkeit nur seine Promotionsziele verfolgen kann oder, was an Hochschulen die Regel ist, durch zusätzliche Verpflichtungen eingebunden wird, wie die Einbeziehung in das Schreiben von Drittmittelanträgen für neue Projekte, den Einsatz in der Lehre oder die Übernahme von Verwaltungsaufgaben am Lehrstuhl des betreuenden Professors. Schwer vergleichbar wird die Promotionsdauer auch dadurch, dass ein Teil der Doktoranden die erfolgreichen Aufgabenstellungen von vorherigen Doktoranden nach deren Promotion weiterbearbeitet und dabei Konzept und Aufbau ihrer Vorgänger weiterbenutzt, während ein anderer Teil der Doktoranden absolut neue Themen erstmals zu bearbeiten versucht. Die Bezahlung des Doktoranden erfolgt in der Regel nach dem TV-L (bei Promotion an Hochschulen/Universitäten) bzw. nach dem TVöD (bei Promotion an Forschungseinrichtungen, z. B. der Fraunhofer-Gesellschaft Max-Planck-Gesellschaft oder anderen Großforschungseinrichtungen). Meist wird eine Doktorandenstelle mit einem 50 %-Vertrag eines wissenschaftlichen Mitarbeitenden doriert, seltener mit einer 2/3-Stelle. Stipendien sind eine weitere Möglichkeit der Finanzierung.

## Zweck und Ziele der Promotion
Die abgeschlossene Promotion soll den Nachweis zur selbständigen Forschungstätigkeit, also der wissenschaftlichen Erarbeitung und Bearbeitung eines Themas erbringen. Das beinhaltet eine weitestgehend individuelle Versuchsplanung, den Versuchsaufbau und die Versuchsdurchführung einschließlich der Ergebnisauswertung bis zur Ergebnispublikation (Dissertationsschrift) mit Einordnung in den wissenschaftlichen Kontext.
Die Promotion ist erforderlich für Tätigkeiten in der Forschung an Universitäten, in der Industrie oder in Forschungsinstituten wie der Helmholtz-Gemeinschaft Deutscher Forschungszentren, der Max-Planck-Gesellschaft, der Fraunhofer-Gesellschaft oder auch der Leibniz-Gemeinschaft.

## Beschäftigung
Die drei wichtigsten Arbeitgeber von Chemikern sind akademische Einrichtungen, die Industrie, insbesondere die chemische Industrie und die pharmazeutische Industrie, sowie staatliche Laboratorien. Die Chemie ist in der Regel in mehrere große Teildisziplinen unterteilt. Es gibt mehrere interdisziplinäre und spezialisiertere Hauptbereiche der Chemie. Es gibt große Überschneidungen zwischen verschiedenen Zweigen der Chemie sowie mit anderen wissenschaftlichen Bereichen wie Biologie, Medizin, Physik, Radiologie und mehreren Ingenieurdisziplinen.
- Analytische Chemie ist die Analyse von Materialproben, um ein Verständnis ihrer chemischen Zusammensetzung und Struktur zu erlangen. Die analytische Chemie beinhaltet standardisierte experimentelle Methoden in der Chemie. Diese Methoden können in allen Teildisziplinen der Chemie angewendet werden, mit Ausnahme der rein theoretischen Chemie.
- Biochemie ist das Studium der Chemikalien, chemischen Reaktionen und chemischen Wechselwirkungen, die in lebenden Organismen stattfinden. Biochemie und organische Chemie sind zum Beispiel in der medizinischen Chemie eng miteinander verwandt.
- Anorganische Chemie ist das Studium der Eigenschaften und Reaktionen anorganischer Verbindungen. Die Unterscheidung zwischen organischen und anorganischen Disziplinen ist nicht absolut und es gibt viele Überschneidungen, vor allem in der Teildisziplin der metallorganischen Chemie. Die Anorganische Chemie ist auch das Studium der atomaren und molekularen Struktur und Bindung.
- Medizinische Chemie ist die Wissenschaft, die mit dem Design, der Synthese und der Entwicklung pharmazeutischer Arzneimittel befasst ist. Die medizinische Chemie umfasst die Identifizierung, Synthese und Entwicklung neuer chemischer Substanzen, die für therapeutische Zwecke geeignet sind. Es umfasst auch die Untersuchung bestehender Medikamente, ihrer biologischen Eigenschaften und ihrer quantitativen Struktur-Wirkungs-Beziehungen.
- Organische Chemie ist das Studium der Struktur, Eigenschaften, Zusammensetzung, Mechanismen und chemischen Reaktion von Kohlenstoffverbindungen.
- Physikalische Chemie ist das Studium der physikalischen Grundlagen chemischer Systeme und Prozesse. Insbesondere die Energetik und Dynamik solcher Systeme und Prozesse sind für physikalische Chemiker von Interesse. Wichtige Studiengebiete sind chemische Thermodynamik, chemische Kinetik, Elektrochemie, Quantenchemie, statistische Mechanik und Spektroskopie. Die physikalische Chemie hat eine große Überschneidung mit der theoretischen Chemie und der Molekülphysik. Physikalische Chemie beinhaltet die Verwendung von Kalkül bei der Ableitung von Gleichungen.
- Theoretische Chemie ist das Studium der Chemie durch theoretisches Denken (normalerweise innerhalb der Mathematik oder Physik). Insbesondere die Anwendung der Quantenmechanik auf die Chemie wird als Quantenchemie bezeichnet. Seit dem Ende des Zweiten Weltkriegs hat die Entwicklung von Computern eine systematische Entwicklung der Computerchemie ermöglicht, die die Kunst der Entwicklung und Anwendung von Computerprogrammen zur Lösung chemischer Probleme ist. Die theoretische Chemie hat große Überschneidungen mit der Physik der kondensierten Materie und der Molekülphysik. Siehe Reduktionismus.

## Auf die Promotion aufbauende Qualifikationen
Promovierte Diplom-Chemiker mit dem Berufsziel des Hochschullehrers schließen in der Regel eine bis zu sechs Jahren andauernde Juniorprofessur oder eine Habilitation an die Promotion an. Eine weitere Möglichkeit zum Erlangen von zusätzlichen Erfahrungen und zur Erweiterung der Publikationsliste bieten Post-Doc-Stellen im In- und Ausland. Sie dienen vor allem dem Sammeln der von den Einstellenden der Industrie gewünschten „Auslandserfahrung“ und zum „Sprachkenntnis-“ und „Flexibilitätsnachweis“.

## Chemiker-Gesellschaften im deutschsprachigen Raum
Die Gesellschaft Deutscher Chemiker (GDCh), die Fachorganisation der Chemiker in Deutschland, hat über 27.000 Mitglieder. Die Gesellschaft Österreichischer Chemiker (GÖCH) verfügt über etwa 1.900 Mitglieder. Die Schweizerische Chemische Gesellschaft (SCG) hatte Anfang 2016 2.700 Mitglieder.

## Historisches

### Historische Bezeichnungen für den Chemiker
Für diejenigen, die sich mit der Chemie beschäftigten, die früher auch Chymie genannt wurde, wurden verschiedene Begriffe nebeneinander und synonym verwendet: Im 17. Jahrhundert waren das die Bezeichnungen Chymicus, Chemicus, Chemiker und Chemist. Auch im 18. Jahrhundert und in der ersten Hälfte des 19. Jahrhunderts wurden die Begriffe Chymicus, Chymiker, Chymist, Chemicus und Chemist benutzt und in der Regel mit „Misch- und Scheidekünstler“ erklärt. Johann Wolfgang von Goethe nutzte die Begriffe Chemist, Chemiker und – seltener – Chemicus; ebenso verwendete Johann Bartholomäus Trommsdorff abwechselnd Chemiker oder Chemist/Chemisten. Im Laufe des 19. Jahrhunderts setzte sich die Bezeichnung „Chemiker“ durch. Das hängt damit zusammen, dass sich in vielen analogen Fällen (wie Akademiker und Botaniker) die Bildungen mit der Endung -iker durchgesetzt haben und dass bei den Formen mit -ist Endbetonungen vorliegen, während die Bildungen mit -iker auf der vorletzten Silbe betont werden.

### Herausbildung des Chemikerberufs
In Deutschland führte Johann Bartholomäus Trommsdorff nach 1800 einen systematischen Chemieunterricht durch, der sich aber vor allem an Pharmazeuten richtete. 1824 erhielt Justus Liebig eine Professur in Gießen und bildete dort systematisch Chemiker aus.
1877 erschien in Deutschland die erste Ausgabe der Chemiker-Zeitung, 1887 in Österreich die Österreichische Chemiker-Zeitung, was zeigt, dass der Beruf des Chemikers zu diesem Zeitpunkt etabliert war.

## Bedeutende Chemiker
- Bedeutende Chemiker chronologisch nach Geburtsdatum sortiert
- Bedeutende Chemiker alphabetisch sortiert
- Bedeutende Chemiker nach Fachgebieten geordnet und alphabetisch sortiert
- Liste der Nobelpreisträger für Chemie
- Liste von Chemikerinnen
- Historische Einordnung im Buch: Biographisch-litterarisches Handwörterbuch der wissenschaftlich bedeutenden Chemiker / hrsg. von Carl Schaedler. – Berlin : Friedländer, 1891. Digitalisierte Ausgabe der Universitäts- und Landesbibliothek Düsseldorf